# Ouéssa

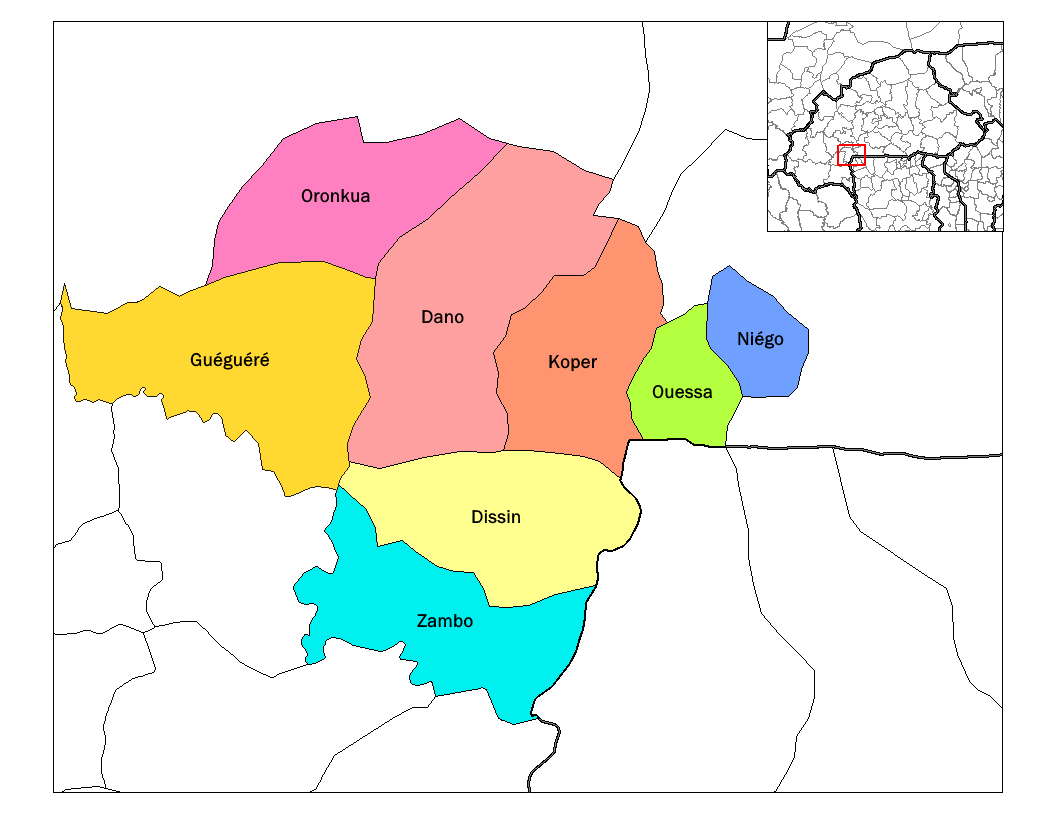
Departements der Provinz Loba, Burkina Faso, Ouéssa (hellgrün)

Ouéssa ist sowohl eine Gemeinde (französisch commune rurale) als auch ein dasselbe Gebiet umfassendes Departement im westafrikanischen Staat Burkina Faso in der Region Sud-Ouest und der Provinz Ioba. Die Gemeinde hat 11.462 Einwohner.